# Drumul Vinului (Germania)
Drumul Vinului din Germania (germană Deutsche Weinstraße) parcuge o direcție paralelă cu șoseaua federală B 38 și șoseaua L-271; el începe la granița cu Franța și se îndreaptă spre nord pe o distanță de 85 de km spre localitatea Bockenheim an der Weinstraße.

## Geografie
Drumul Vinului trece printr-o regiune deluroasă din sudul landului Renania-Palatinat. Numele lui provine de la regiunea viticolă renumită pe care o traversează. Regiunea este mărginită la vest de regiunile Pfälzerwald (Pădurea Palatină) și Haardt (Pfalz), iar la est de depresiunea Oberrheinische Tiefebene. Regiunea viticolă atinge o lățime de 15 km și este mărginită la sud-vest de regiunea Alsacia din Franța. În anul 1936 la capătul de sud al drumului a fost construită „Poarta germană a vinului” (Deutsches Weintor), care este împodobită în relief cu ciorchini de viță de vie; la capătul nordic există din anul 1995 „Casa Drumul Vinului”. Drumul Vinului străbate podgorii cu struguri de soi, din care se obțin vinuri de Pfalz renumite.